# Герб Веселої Долини (Болградський район)
Герб Веселої Долини — офіційний символ села Весела Долина, Болградського району Одеської області, затверджений 30 червня 2015 р. рішенням сесії Веселодолинської сільської ради.
Автор — А. Гречило.

## Опис герба
щит скошений зліва і справа на 4 поля – верхнє синє, бічні — золоті та нижнє — зелене; у синьому та зеленому полі — по геральдичній троянді зі срібними пелюстками та золотими листочками й осердям, у золотих полях — по геральдичній троянді з червоними пелюстками, зеленими листочками та золотим осердям.

## Значення символів
4 геральдичні квітки вказують на первісну «робочу» назву поселення як «4-е село». Зелене верхнє поле символізує сучасне поселення. Синій колір уособлює водні ресурси, зелений — тваринництво, а золоті поля — розвинуте землеробство, виноградарство та садівництво.